# I’ve Had Enough
I’ve Had Enough (englisch für Ich habe genug) ist ein Lied der britischen Musikgruppe Wings, das 1978 als Single A-Seite veröffentlicht wurde. Es war die 18. Single der Wings, in Deutschland die 19. Komponiert wurde es von Paul McCartney.

## Hintergrund
Paul McCartney sagte über die Entstehung des Liedes: „Das (Lied) kam zustande, als ich eines Tages im Studio herumsaß und Rock'n'Roll-Akkorde spielte, nur sehr einfache bluesige Akkorde. Und ich hatte nur den Refrain. Und den Rest habe ich nur gemurmelt. Also haben wir es auf dem Boot (Fair Carol) gespielt, wobei ich die Gesangsspur murmelte und einfach "Ich habe genug" rief, wenn es um den Refrain ging. Und ich habe ein paar Worte dazu geschrieben und wieder haben wir das in London beendet.“
I’ve Had Enough ist die zweite Singleauskopplung aus dem Album London Town und wurde im Juni 1978 die Nachfolgesingle von With a Little Luck, die kommerziell erfolgreich war, I’ve Had Enough erreichte Platz 42 in Großbritannien und in den USA Platz 25 in den jeweiligen Charts. In Deutschland konnte sich die Single nicht platzieren. In den Niederlanden erreicht die Single Platz 13.
Für I’ve Had Enough wurde ein Musikvideo gedreht, Regisseur war Keith McMillan. Das Video, zeigt den neuen Schlagzeuger Steve Holley und Gitarristen Laurence Juber, die allerdings bei Aufnahme des Liedes nicht mitwirkten.
Wings spielten I’ve Had Enough live während ihrer UK-Tournee 1979.

## Aufnahme

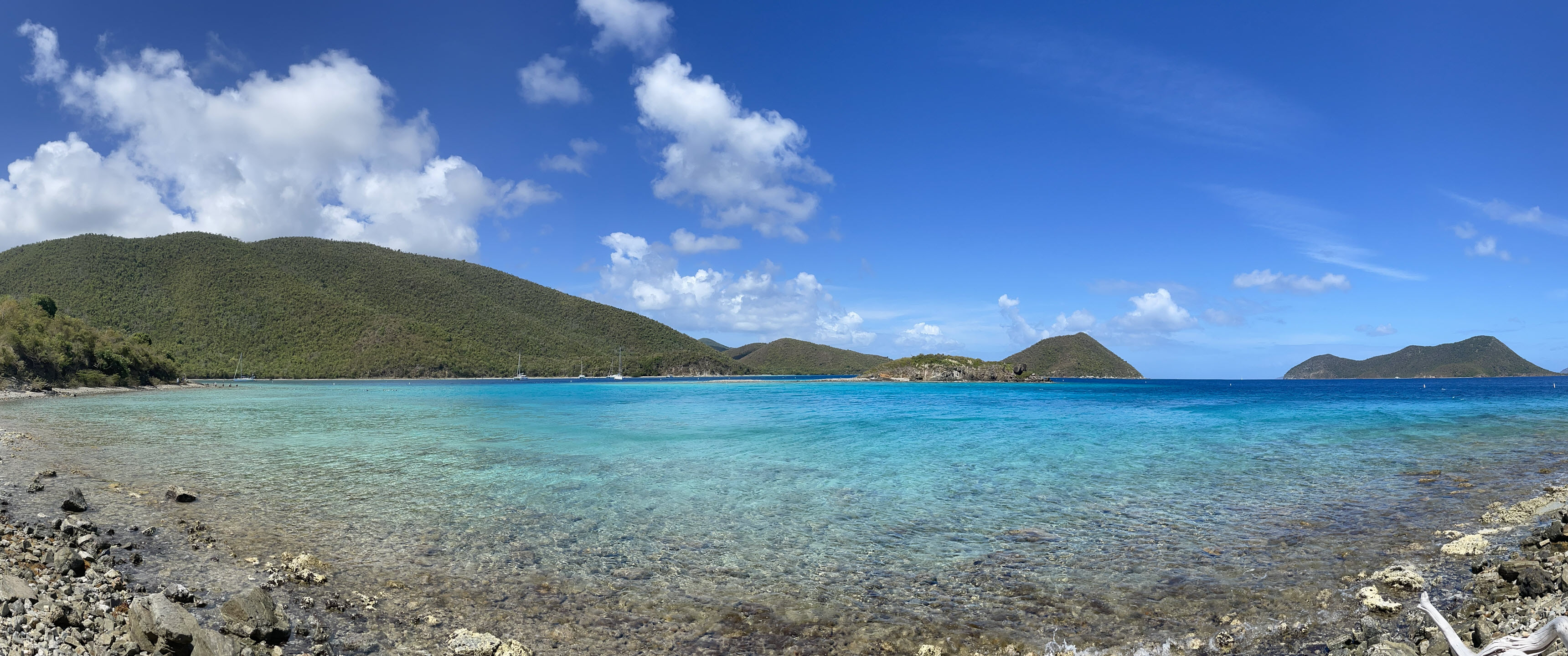
Waterlemon Bay, Saint John

Vom 1. bis zum 31. Mai 1977 wurden die Aufnahmen für das Album London Town vor der Insel Saint John in der Watermelon Bay fortgesetzt. Hier lebten und arbeiteten die Mitglieder der Wings auf drei gecharterten Yachten, wobei die Fair Carol als Aufnahmestudio diente, das über ein 24-Spur-Aufnahmegerät verfügte. Die Mitglieder der Wings lebten auf einem anderen Boot, der Samala, während die McCartneys auf der El Toro blieben.
Die Backingtracks von I’ve Had Enough wurden von den Wings im Mai 1977 eingespielt, Overdubs erfolgten ohne Jimmy McCulloch und Joe English, die die Gruppe bereits verlassen hatten, am 24. November 1977 und im Januar 1978 in den Londoner Abbey Road Studios mit Paul McCartney als Produzenten. Geoff Emerick und Pete Henderson waren die Toningenieure der Aufnahmen.
Besetzung:
- Paul McCartney: Gesang, Bassgitarre,
- Linda McCartney: Keyboard, Tamburin, Hintergrundgesang
- Denny Laine: E-Gitarre, Hintergrundgesang
- Jimmy McCulloch: E-Gitarre
- Joe English: Schlagzeug

## Coverversionen
Es gibt eine Coverversionen von I’ve Had Enough.

## Veröffentlichung
- Am 27. März 1978 wurde in den USA (Großbritannien: 31. März) das Album London Town veröffentlicht auf dem sich I’ve Had Enough befindet.
- Die Singleauskopplung I’ve Had Enough / Deliver Your Children erfolgte am 16. Juni 1978 (USA: 5. Juni 1978).[7] Die Promotionsingle wurde in den USA wie folgt veröffentlicht: auf der A-Seite befindet sich die Monoversion und auf der B-Seite die Stereoversion der A-Seite der Kaufsingle.[8]
- Am 2. Dezember 2022 wurde die Singlebox The 7″ Singles Box veröffentlicht, die auch I’ve Had Enough enthält.